# Comuna Șîlivka, Zinkiv
Șîlivka (în ucraineană Шилівка) este o comună în raionul Zinkiv, regiunea Poltava, Ucraina, formată din satele Dovbnivka, Hrîpkî, Kneajeva Sloboda, Manîlivka, Odradivka, Petrivka, Șîlivka (reședința) și Vasîlkove.

## Demografie
Componența lingvistică a comunei Șîlivka
     Ucraineană (97,56%)
     Rusă (2,29%)
Conform recensământului din 2001, majoritatea populației comunei Șîlivka era vorbitoare de ucraineană (97,56%), existând în minoritate și vorbitori de rusă (2,29%).